# شخض شوكي
شخض شوكي (الاسم العلمي:Justicia spinosa) هو نوع غير مؤكد من النباتات يتبع جنس الشخض من الفصيلة الأقنتية.